# Universität Kairouan
Die Universität Kairouan (arabisch جامعة القيروان; französisch Université de Kairouan) ist eine tunesische Hochschule in Kairouan. Sie wurde im Jahr 2004 gegründet und hatte im Studienjahr 2012/2013 12 266 Studenten.

## Institute und Fakultäten
|    | Institut / Fakultät                                                   | Gründungs- jahr | Webseite           | Studenten (2008–2009) |
| -- | --------------------------------------------------------------------- | --------------- | ------------------ | --------------------- |
| 1  | Fakultät für Geisteswissenschaften in Kairouan                        | 1984            | www.flshk.rnu.tn   | 7292                  |
| 2  | Höheres Institut für Informatik und Management in Kairouan            | 2002            | www.isigk.rnu.tn   | 4612                  |
| 3  | Hochschule für Kunst und Gewerbe in Kairouan                          | 2002            | www.isamk.rnu.tn   | 1326                  |
| 4  | Höheres Institut für Angewandte Wissenschaft und Technik in Kairouan  | 2005            | www.issatkr.rnu.tn | 851                   |
| 5  | Höheres Institut für Rechts- und Politikwissenschaft in Kairouan      | 2005            | www.isejpk.rnu.tn  | 1199                  |
| 6  | Höheres Institut für Angewandte Mathematik in Kairouan                | 2006            |                    | 820                   |
| 7  | Höheres Institut für Kunst und Gewerbe in Kasserine                   | 2005            | www.isamkas.rnu.tn | 388                   |
| 8  | Höheres Institut of Applied Studies in Humanities in Sbeitla          | 2007            |                    | 326                   |
| 9  | Höheres Institut für Kunst und Gewerbe in Sidi Bouzid                 | 2008            |                    | 159                   |
| 10 | Höheres Institut für Angewandte Wissenschaft und Technik in Kasserine | ?               |                    |                       |
| 11 | Fakultät für Wissenschaft und Technik in Sidi Bouzid                  | ?               |                    |                       |
|    | Gesamtzahl Studenten (2008–2009)                                      |                 |                    | 15059                 |